# فرانسوا دي سانت-جاست
فرانسوا دي سانت-جاست هو سياسي فرنسي، ولد في 16 مارس 1896 في جوني في فرنسا، وتوفي في 14 أكتوبر 1984 في يون في فرنسا. نشط حزبياً في Republican Federation ‏. وقد انتخب رئيس بلدية ‏ وانتخب نائب فرنسي.